# Batanovtsi
Batanovtsi (en búlgaro: Батановци; Temelkovo de 1950 a 1991) es una ciudad en el oeste de Bulgaria, municipio de Pernik, provincia de Pernik.

## Geografía
Se encuentra a una altitud de 663 m s. n. m. a 46 km de la capital nacional, Sofía.

## Demografía
Según estimación 2012 contaba con una población de 1 912 habitantes.
|         | 2004  | 2005  | 2006  | 2007  | 2008  | 2009  | 2010  | 2011  |
| Mujeres | 1 304 | 1 276 | 1 250 | 1 230 | 1 216 | 1 200 | 1 164 | 1 155 |
| Varones | 1 240 | 1 206 | 1 187 | 1 159 | 1 138 | 1 128 | 1 083 | 1 122 |
| Total   | 2 544 | 2 482 | 2 437 | 2 389 | 2 354 | 2 328 | 2 247 | 2 277 |